# Puiga
Puiga es una aldea del municipio de Võru, en el condado de Võru, Estonia, con una población censada a final del año 2011 de 297 habitantes. 
Se encuentra ubicada en el centro del condado, a poca distancia de la orilla sudoccidental del lago Peipus y de la frontera con Rusia, y al sur de la frontera con el condado de Põlva.